# Pedra de Fámjin
La Pedra de Fámjin (en feroés: Fámjinssteinurin) és una pedra rúnica que es mostra a l'església de Fámjin, al municipi homònim, a les Illes Fèroe.

## Descripció
La pedra, que té inscripcions gravades tant en alfabet rúnic com en llatí (aquest darrer és traducció del primer), es remunta a l'època posterior a la reforma de l'Església de les Illes Fèroe del 1538 (part de la Reforma protestant noruegodanesa), i demostra que les runes seguien en ús després de l'època catòlica, fins a ben entrat el segle xvi. La Pedra de Fámjin és, per tant, la més recent de les pedres rúniques feroeses.
Tanmateix, per la poca quantitat de runes que té gravades, la pedra és de poc interés lingüístic per a la recerca de les llengües escandinaves.